# 略坪镇
略坪镇，是中华人民共和国四川省德阳市罗江区下辖的一个乡镇级行政单位。

## 行政区划
略坪镇下辖以下地区：
场镇社区、文明村、长玉村、建国村、安平村、锦屏村、联丰村、双柏村、松花村、前龙村、广安村、齐心村、高玉村、红星村和同乐村。